# Joseph Mindler

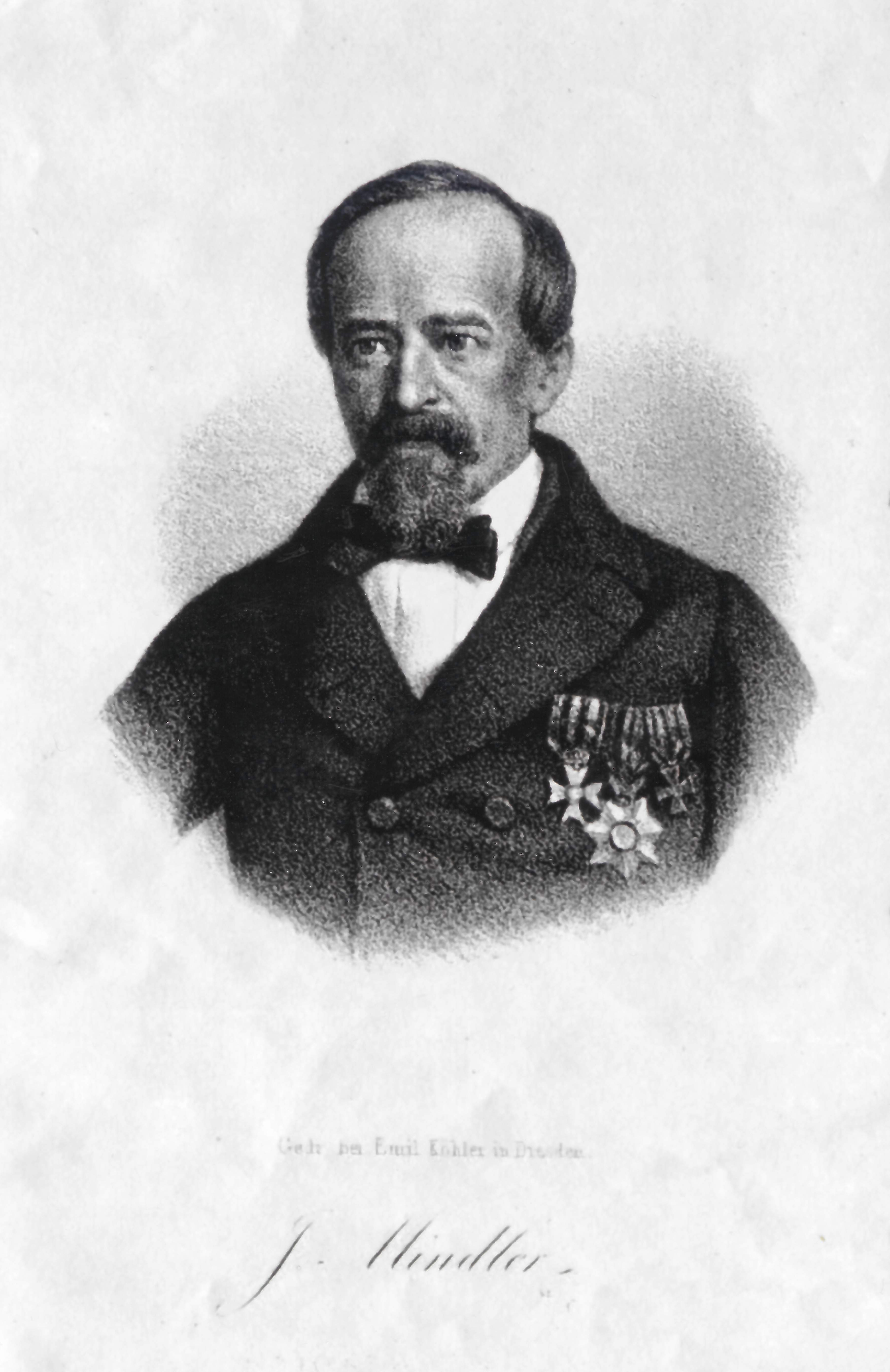
Joseph Mindler, vor 1861

Joseph Maximilian Mindler (griechisch Ιωσήφ Μίνδλερ Iosif Mindler; * 7. Februar 1808 in Wertingen; † 10. Oktober 1868 in Athen) entwickelte als Regierungsbeamter die neugriechische Stenografie und war der Autor der ersten vollständigen deutschen Übersetzung der Hymne an die Freiheit, die dichterische Grundlage der Nationalhymnen Griechenlands und Zyperns ist.

## Leben
Joseph Mindler war Sohn eines Juristen und studierte 1828–1833 Jura und Philologie in München. 1827 wurde er Mitglied des Corps Suevia München (x,xx).
Das Studium musste er wegen des Todes seiner Eltern abbrechen. Er meldete sich 1833 als Freiwilliger zum Militärdienst und gelangte 1834 ins Schutzkorps von Otto (Griechenland), des vormals bayerischen Prinzen und zweitgeborenen Sohns von Ludwig I. (Bayern). In Griechenland zum Leutnant befördert, trat er 1835/36 in den griechischen Staatsdienst über und heiratete die kretischstämmige Griechin Eleni Eliaki Renieris. Von 1838 bis 1843 war er Kanzleidirektor im griechischen Kriegsministerium. Nach den Unruhen 1843 gegen die absolute Macht des Königs mussten alle deutschstämmigen Regierungsbeamten, die nach 1827 nach Griechenland gelangt waren, das Land verlassen. Mindler kehrte mit Frau und drei Söhnen nach Bayern zurück und hatte verschiedene, wenig lukrative Verwaltungsposten inne.
1844 erreichte ihn über den bayerischen Königshof ein Text des ionisch-griechischen Dichters Dionysios Solomos zur Begutachtung, den der Komponist Nikolaos Mantzaros vertont und König Otto zugesandt hatte. Die Übertragung, die er fertigte, erschien nicht öffentlich im Druck, sondern wurde allem Anschein nach an den griechischen Hof zurückgesandt und war Grundlage einer Auszeichnung durch den König an den Komponisten. 1865 wurde eine Melodie aus dieser Komposition mit den ersten vier Strophen der zugrundeliegenden Dichtung zur griechischen Nationalhymne erklärt.
1832 hatte Mindler von Franz Xaver Gabelsberger die Stenografie erlernt. Schon nach seiner Rückkehr nach Bayern beschäftigte er sich mit der Übertragung der Prinzipien der Stenografie auf die neugriechische Sprache. 1847 begab er sich für einige Zeit nach Griechenland, um nach einer neuen Anstellung dort zu suchen. Die Einrichtung einer Stelle für ihn am Athener Polytechnikum scheiterte zunächst; erst 1856 gelang es ihm, dort eine Professur für Stenografie zu erlangen. Mit einem sehr hohen Gehalt verbrachte Mindler die Zeit bis zu seinem Tode als Lehrer der von ihm entwickelten griechischen Stenografie in Athen. 1859/60 wurde Mindler zum Leiter des königlichen stenografischen Instituts im Griechischen Parlament ernannt.
Eine Büste im griechischen Parlament, die kurz nach seinem Tod gefertigt wurde, erinnert heute an Mindler. Zwei seiner Söhne folgten ihm als Leiter des stenografischen Büros beim griechischen Parlament nach.